# Bonner Burschenschaft Germania
Die Bonner Burschenschaft Germania ist eine fakultativ schlagende Studentenverbindung in Bonn. Sie setzt die Tradition von acht Burschenschaften des Allgemeinen Deutschen Burschenbundes (ADB) fort.

## Couleur
Die Mitglieder der Bonner Burschenschaft Germania tragen die Farben Schwarz-Rot-Gold mit silberner Perkussion und eine schwarze Mütze.

## Geschichte
Die Bonner Burschenschaft Germania entstand im Sommer 1995 aus dem Zusammenschluss der Burschenschaften Neogermania Bonn (verbandsfrei), Sugambria Bonn (DB) und Cheruscia Jena (verbandsfrei, nur Altherrenbund).: S. 73 Alle drei Burschenschaften blicken zum Teil auf eine über 100-jährige traditionsreiche Geschichte zurück und gehörten früher dem ADB an. Daher nahm man als Verbindungszirkel den des ADB. Der alte Wahlspruch des ADB wurde dem der Sugambria Bonn hinzugefügt. Außerdem wurden die Farben des ADB übernommen.
Eine Mitgliedschaft des neuen Bundes in der Deutschen Burschenschaft (DB) sollte sichergestellt sein. Da aber nur Sugambria dem Dachverband angehörte, bildete sie gegenüber ihm offiziell den Stamm. Sie nannte sich nun um in „Germania“, und die Neogermanen konnten ihr daraufhin als Einzelmitglieder beitreten. Als Gründungstag gilt aber der 5. Mai 1883. Am 14. Dezember 2002 trat Germania aus der DB aus, weil ihr die politische Entwicklung im Dachverband nach rechts nicht behagte.: S. 73

## Traditionsbünde
Neben der Neogermania, der ältesten Reformburschenschaft, setzt die Bonner Burschenschaft Germania die Tradition von sieben weiteren ADB-Burschenschaften fort:

### Burschenschaft Neogermania Berlin
Die Burschenschaft Neogermania Berlin wurde am 5. Mai 1883 in Berlin mit den Farben Gold-Schwarz-Rot-Gold, zuerst mit einer schwarzen, dann später mit einer roten Mütze als Kopfbedeckung, und dem Wahlspruch „Freiheit, Ehre, Vaterland!“ in Berlin gegründet. * Im ADB war sie vom 11. November 1883 bis zum 1. Januar 1934, in der Deutschen Burschenschaft vom 1. Januar 1934 bis zum 18. Oktober 1935. Sie fusionierte 1995 zur Bonner Burschenschaft Germania.: S. 48

#### Geschichte der Burschenschaft Neogermania Berlin

##### Die Reformburschenschaften
Am 20. Juli 1881 wurde der „Allgemeine Deputierten Convent“ (ADC), als Zusammenschluss der farbentragenden Burschenschaften mit unbedingter Satisfaktion an den reichsdeutschen Universitäten gegründet. Seit 1902 trägt dieser die Bezeichnung Deutsche Burschenschaft (DB).
Die Errichtung des Deutschen Reiches (1871) hatte gerade im Kreise der Burschenschaft vielfach die Anschauung hervorgebracht, dass ja nun das alte Ziel der Burschenschaft, die deutsche Einheit, erreicht sei; dass man als Burschenschaft keine eigentliche Aufgabe mehr habe und sich in erster Linie der korporationsmäßigen Seite des Bundeslebens widmen müsse. Einzelne Burschenschaften hatten aus dieser Auffassung die für sie logische Folgerung gezogen und sich in Corps umgewandelt.
Die bis zur Arroganz gesteigerte Selbstsicherheit der Corps imponierte trotz allem auch den Burschenschaften. Da die materiellen Grundlagen ein ähnliches Auftreten in der Öffentlichkeit nicht zuließen, suchte man dies durch ein ganz extremes Duellprinzip zu kompensieren und hoffte gleichzeitig, auch durch die Beteiligung am Antisemitismus in der Öffentlichkeit an Ansehen zu gewinnen, ohne Rücksicht darauf, dass man damit Brücken zur eigenen historischen Vergangenheit abbrach.
Auf der anderen Seite entstand, aus der Opposition gegen die fortschreitende Entwicklung zur „Waffenverbindung“ heraus, im Jahre 1883 eine Anzahl von „Reformburschenschaften“, die sich noch im gleichen Jahre zum „Allgemeinen Deutschen Burschenbund“ (ADB) zusammenschlossen.
In der Tivoli-Rede „Zur Reform der Burschenschaften“ stellte Konrad Küster im Wesentlichen drei Forderungen auf:S. 31–43:
1. Allmähliche Abschaffung der Säbel- und Pistolenduelle, stattdessen Einführung obligatorischer Schiedsgerichte, Aufhebung der Bestimmungs- und Verabredungsmensuren.
2. Übung von Toleranz als Zeichen hoher Bildung und selbstbewußter Stärke.
3. Überparteiliche nationale Betätigung der Burschenschaften mit der Feier des 18. Januar als Nationalfeiertag als sichtbarstem Ausdruck der nationaldeutschen Betätigung der Burschenschaften.

Diese Reformbewegung innerhalb der Burschenschaften richtete sich einerseits gegen die Angleichung der Burschenschaften an die Corps, andererseits aber auch gegen die zunehmende Aufsplitterung der deutschen Studentenschaft in zahlreiche verschieden orientierte und oft miteinander verfeindete Korporationen und Dachverbände. Die Burschenschaften sollten sich unter Ablehnung von Bestimmungsmensur und Commentübertreibung wieder stärker auf sittliche Ziele besinnen, Toleranz zeigen und eine Wiedervereinigung der Studentenschaft in einer allgemeinen Burschenschaft vorantreiben. Das Echo in den bestehenden ADC-Burschenschaften auf diese Rede erwies sich für Küster als unerwartet gering. Selbst diejenigen, die mit Reformgedanken sympathisierten, hielten sich zurück. Sie gaben zu, dass Missstände vorhanden seien. Nachdrücklich aber betonte man, dass noch heute das Ziel aller Burschenschaften die Herausbildung einer bewusst deutsch-nationalen Gesinnung wäre. Das Wichtigste war, dass man den Mensurstandpunkt Küsters verwarf. So blieb der Kreis der älteren Burschenschaften fest geschlossen und keine fiel vom ADC ab.
Nachdem sich der ADC endgültig dem Reformgedanken verschlossen hatte, entwarfen Konrad Küster und Eugen Wolff das Programm für eine neu zu begründende Reformburschenschaft im Anschluss an die älteren Prinzipien von 1818 mit den „durch die veränderte Zeit und veränderte Lage bedingten einzelnen Frontverschiebungen und Erweiterungen“. Leitspruch: „Prüfen wir alles und behalten das Beste!“
Als erste Reformburschenschaft überhaupt wurde am 5. Mai 1883 die Burschenschaft Neo-Germania gegründet. Der Name „Neo“-Germania war bewusst in Erinnerung an den Richtungsstreit der frühen Burschenschaft zwischen Arminen und Germanen gewählt worden. Erster Sprecher wurde der spätere Literaturwissenschaftler Eugen Wolff.

##### Burschenschaft Neogermania Berlin
Die Burschenschaft Neogermania Berlin hatte die Farben Gold-Schwarz-Rot-Gold und eine schwarze (später rote) Mütze als Kopfbedeckung. Ihr Wahlspruch lautete: „Freiheit, Ehre, Vaterland!“
1884, 1892, 1898, 1902, 1907, 1908 und 1933 hatte Neogermania im ADB den Vorsitz.

###### Kaiserzeit
Am 5. Mai 1883 fand die Gründungsversammlung der Neo-Germania statt, bei der sich 24 Kommilitonen auf die Satzungen verpflichteten. Veranlasst war diese Versammlung durch die sogenannte Tivoli-Rede, die Konrad Küster anlässlich des ersten Reichsgründungskommerses Alter Burschenschafter gehalten hatte und in der er zu einer Reform des studentischen Lebens im Sinne der Urburschenschaft aufgefordert hatte. Die neue Verbindung trug die Farben Schwarz-Weiß-Rot.: S. 48
Die Grundsätze wurden wie folgt festgelegt:
1. Pflege des deutschen nationalen Sinns ohne Parteipolitik.
2. Pflege der studentischen und speziell der burschenschaftlichen Geschichte.
3. Wissenschaftlichkeit.
4. Sittlich ernster Lebenswandel.
5. Verbot, über die Verhältnisse zu leben und Schulden gegen Verpfändung des Ehrenworts zu machen.
6. Prinzip der Gleichberechtigung sämtlicher Mitglieder.
7. Prinzip der körperlichen Ausbildung durch Fechten, Turnen, Schwimmen, Fußwanderungen.
8. Prinzipielle Verwerfung des Zweikampfs und Streben, ihn ganz zu bannen.[4]: S. 17[2]: S. 53

Auf den Beschluss des 1. Bundestages des ADB, möglichst allgemein die Burschenschafterfarben zu führen, nahm man am 18. Oktober 1884 das gold-schwarz-rot-goldene Band und die schwarze Mütze an. Seit dem 11. Juni 1886 nannte sich der Bund nicht mehr Reformburschenschaft, sondern, unter Änderung der Schreibweise, Berliner Burschenschaft Neogermania. 1890 wurde die hellrote Tuchmütze eingeführt.: S. 48
Im Sommersemester 1900 wurde vom Universitätsrichter die Suspension über die Burschenschaft verhängt, da sie Angehörige fremder Berliner Hochschulen in ihre Reihen aufgenommen hatte. Sie trat jedoch an der Technischen Hochschule Charlottenburg weiter unter dem alten Namen auf. Bis sie zu Beginn des Wintersemesters 1901/1902 wieder an der Universität zugelassen wurde, gab die Charlottenburger Burschenschaft ihren Namen sowie ihre Universitätsstudenten nach Berlin zurück. Sie selbst blieb unter dem Namen Sigambria Charlottenburg weiter bestehen.: . 48
Es begannen Kämpfe, die die Einführung von Bestimmungsmensuren und den Ausschluss der Juden zum Ziel hatten. Die Auflösung der Burschenschaft scheiterte an den Alten Herren und 7 Inaktiven, die wieder aktiv wurden und die alte freiheitliche ADB-Gesinnung hochhielten.:S. 48
Im Jahre 1913 bestand der ADB aus 29 Burschenschaften und rund 1900 Mitgliedern. Neogermania zählte damals 134 Mitglieder, darunter 76 Alte Herren.: S. 25 Im August 1914 meldete sich die Aktivitas zum Kriegsdienst, doch war der Bestand der Burschenschaft während des Ersten Weltkrieges mit Hilfe des Altherrenbundes gesichert.:S. 48 Am Ersten Weltkrieg nahmen 103 Bundesbrüder teil, von denen 19 gefallen sind.:S. 48

###### Tochterverbindung: Burschenschaft Markomannia München
Am 7. Juni 1890 wurde in München als Tochterverbindung die MARKOMANNIA mit den Farben rot-schwarz-gold als Burschenschaft und mit den Prinzipien des ADB gegründet. Die Aufnahme in den ADB erfolgte auf dessen 7. Bundestag 1890. In den Jahren 1893 bis 1903 musste Markomannia vertagen. 1903 wurde der Betrieb unter den Farben gold-weiß-blau-gold wieder eröffnet. Ende des WS 1927/28 erfolgte nach Fusion mit dem Altherrenverein der früheren ADB-Burschenschaft Askania München (gegr. 9. November 1906, Farben: blau-gold-grün, blaue Mütze) eine Farbenänderung in blau-gold-grün. Im Jahr 1929 übernahm Markomannia die vertagte ADB-Burschenschaft Rhein-Elsaß (gegr. 27. März 1922; Farben: schwarz-weiß-schwarz auf rotem Grund, rote Tuchmütze) und verblieb im ADB bis zu dessen Ende im Oktober 1933. Sie trat am 5. Mai 1934 gemeinsam mit Cheruskia Königsberg und Askano-Silesia Marburg in die Neogermania Berlin ein.

###### Weimarer Republik
Schon vor 1914 bestand der Bund zum größten Teil aus Mitgliedern, deren Herkunft nicht die sogenannten wohlhabenden Oberschichten waren. Jetzt aber wurde der Typ des Werkstudenten zur allgemeinen Erscheinung.: S. 71
Nach 1918 loderten die inneren Kämpfe erneut auf. Nun wurde, im Gegensatz zu früheren Beschlüssen, die Einführung von Verabredungsmensuren und die Nichtaufnahme von Juden beschlossen.:S. 48 Man versicherte, „den verschwindend wenigen bei uns verbliebenen Altherren jüdischer Abstammung“ die Treue zu halten. Der ADB verstand sich als „asemitisch“, nicht als „antisemitisch“.: S. 71

###### Von der SPD bis zur DVP: Neogermanen in der Führungsspitze
Die Weimarer Republik markiert den Höhepunkt des politischen Einflusses der Neogermania:
- Eduard David, der 1887 den Entwurf der ADB-Verfassung formuliert hatte, wurde als SPD-Politiker erster Präsident der Weimarer Nationalversammlung und später Reichsinnenminister.[2]: S. 100
- Otto Fischbeck, war Vorsitzender des Vorstandes der linksliberalen DDP sowie preußischer Staatsminister für Handel und Gewerbe.[2]: S. 100
- Gustav Stresemann, der im Sommersemester 1898 Sprecher der Neogermania sowie Präside (Verbandsvorsteher) des ADB war, war Parteivorsitzender der nationalliberalen DVP, Reichskanzler, Außenminister und Friedensnobelpreisträger.
- Hermann Dietrich, ADB-Burschenschafter und Leibfuchs des Ex-Neogermanen Paul Lensch (Reichstagsmitglied für die SPD), war Reichsminister, Vizekanzler und Parteivorsitzender der linksliberalen Deutschen Staatspartei.[2]: S. 103

Diese herausragenden Politiker der staatstragenden Parteien der Weimarer Republik waren Bundesbrüder und als solche standen sie in einem besonderen Vertrauensverhältnis zueinander, die mit Sicherheit auch Auswirkungen auf ihre politische Zusammenarbeit hatte. Auch als Alte Herren nahmen sie regelmäßig am Verbindungsleben teil und traten dort auch als Redner auf.: S. 29 : S. 71
Auf dem Bundestag 1927 wurden die Prinzipien des ADB festgelegt. Im Wintersemester 1930/31 umfasste die Burschenschaft 94 Alte Herren, 95 Inaktive und Aktive.:S. 48 Der ADB zählte 41 Burschenschaften mit 4.642 Bundesbrüdern.: S. 30

###### Stresemann als Neogermane
Stresemann war Mitglied der ADB-Burschenschaften Neogermania Berlin (Mutterbund), Suevia Leipzig, Normannia zu Heidelberg und Palatia Tübingen sowie Ehrenmitglied der Burschenschaft Cheruscia Königsberg. In seiner aktiven Zeit als Burschenschafter bekannte sich zu den liberalen Ideen von 1848. Stresemann: „In dieser Zeit fand ich erste Freundschaft und erste Schulung auf dem Gebiete der Zusammenarbeit, vielleicht auch auf dem Gebiete der Führung.“: S. 91 Nicht weniger als fünfmal trat er auf schweren Säbel an, wobei die letzte Partie ihm den bekannten Lippenhieb einbrachte.: S. 85
Unter Stresemanns Leitung hatte die Neogermania ihren 15. Stiftungstag 1898 und der ADB seinen ersten Bundestag in Bad Frankenhausen gefeiert. Auf dem Bundestag 1899 in Jena, zu einem der kritischsten Zeitpunkte des Verbandes, als nur noch 3 aktive Burschenschaften darin existierten, hielt er die ermutigende und rettende Entgegnungsrede nach Einbringung eines Auflösungsantrages. In dieser seiner ersten großen programmatischen politischen Rede betonte er stark den Gegensatz zwischen dem traditionellen Liberalismus der Burschenschaften und der Sozialdemokratie jener Zeit und legte ihn vor allem in dem Wahlspruch der Burschenschaften „Freiheit, Ehre, Vaterland!“ dar. Der Auflösungsantrag wurde zurückgezogen, der Pessimismus war überwunden.: S. 84–86
1903 heiratete Stresemann Käte Kleefeld, die Schwester eines Bundesbruders der Neogermania. Aus der Ehe ging Wolfgang Stresemann (seit 1956 Ehrenmitglied der Neogermania-Berlin) hervor.: S. 86
Trotz seiner zeitraubenden Ämter und Würden blieb Stresemann bis zur letzten Minute ein Burschenschafter durch und durch. Laufend stattete er den ADB-Burschenschaften Besuche ab, insbesondere seiner Neogermania, pflegte intensiv die Kontakte zu seinen Bundesbrüdern und hielt auf dem Bundestag 1924 in Goslar eine anfeuernde Rede.: S. 29
Als Reichsaußenminister Stresemann am 3. Oktober 1929 verstorben war, folgten am Tage des Staatsbegräbnisses seinem Sarg in Berlin auf den Luisenstädtischen Friedhof fast 200 Amtsträger aller ADB-Burschenschaften. Die Gedenkrede hielt Otto Fischbeck.: S. 29

###### Drittes Reich
Die Neogermania verblieb im ADB bis zu dessen Auflösung. Am 8. Oktober 1933 erfolgte eine Fusion mit den ADB-Burschenschaften Sigambria Charlottenburg, Obotritia Berlin und Gothia Berlin mit den Farben Rot-Schwarz auf Weiß.:S. 48
Als Neogermania trat der fusionierte Bund – nach Auflösung des ADB – im Rahmen der verordneten Gleichschaltung am 1. Januar 1934 der Deutschen Burschenschaft (DB) bei.:S. 48
Am 5. Mai 1934 übernahm er noch die ehemaligen ADB-Bünder Markomannia München, Cheruskia Königsberg und Askano-Silesia Marburg; es wurden die Farben Rot-Gold auf Weiß angenommen.: S. 48
Nach der erzwungenen Selbstauflösung der aktiven Burschenschaften 1935 und der Umwandlung in Kameradschaften des NSDStB existierte Neogermania als Kameradschaft Carl von Clausewitz fort.

##### Burschenschaft der Frankenburger Berlin
Die Burschenschaft der Frankenburger Berlin hatte die Farben Rot-Gold auf Weiß und eine rote Mütze als Kopfbedeckung. Ihr Wahlspruch lautete: „Freiheit, Ehre, Vaterland!“
Am 26. September 1934 vereinigten sich Neogermania Berlin und Prussia Berlin zur Burschenschaft der Frankenburger Berlin, die dem ADB angehört und ihrerseits verschiedene Bünder des ADB aufgenommen hatten. Der Name sollte die Erinnerung an den ADB wachhalten und rührt von der Ortschaft Bad Frankenhausen in Thüringen her, wo der Verband bis zu seiner Auflösung im Oktober 1933 seine Bundestage abgehalten hatte. Von ihrer Gründung an gehörte die Verbindung zur DB. Sie verblieb in dem Dachverband bis zu dessen Überführung am 18. Oktober 1935 in den NSDStB. Als Anfang 1936 das der Überführung zugrundeliegende Abkommen annulliert wurde, mussten sich die Frankenburger 1936 auflösen.: S. 38
Danach bildeten die ehemaligen Mitglieder der Neogermania – allerdings ohne die Münchener Markomannen, die zur Guelfia München gingen –, die Kameradschaft Ruhe, die später Kameradschaft Carl von Clausewitz hieß (bis etwa 1944); die einstigen Prussien unterstützten die Kameradschaft Schramm, die aber schon 1941/42 wegen Mitgliedermangels einging.: S. 38
Während sich die Aktivitates der Burschenschaften in den Jahren 1934 bis 1936 zumeist formell aufgelöst hatten, konnten viele Altherrenbünde weiter bestehen bleiben, vielfach als „Altkameradschaften“. Den Altherrenschaften gelang es in vielen Fällen, die Mitglieder der Kameradschaften gemäß ihren Prinzipien und Traditionen zu beeinflussen und burschenschaftliche Gemeinschaften zu schaffen, teilweise auch in stiller Opposition zum NSDStB.: S. 189
Der Frankenburg-Bauverein (später: Frankenburg-Ehrenmal-Verein) wurde in jenen Jahren für die alten Mitglieder des ADB zum Traditionszentrum und hielt von 1934 bis 1939 regelmäßig zu Pfingsten in Frankenhausen seine Treffen ab. Nach dem Zweiten Weltkrieg ging aus diesen Kreisen die Burschenschaft Frankenburgia Berlin hervor.: S. 113 : S. 38

##### Burschenschaft Frankenburgia Berlin
Die Burschenschaft Frankenburgia Berlin hatte die Farben Schwarz-Rot auf Gold und eine schwarze Samtmütze mit schwarz-rot-goldenem Rand als Kopfbedeckung. Ihr Wahlspruch lautete: „Freiheit, Ehre, Vaterland!“
Nach dem Zweiten Weltkrieg wurden die erreichbaren Bundesbrüder der alten ADB-Bünder Berlins bzw. der Burschenschaft der Frankenburger schon im Juni 1945 wieder zusammengefasst. Es war das Bestreben, die burschenschaftlichen Ideale zu realisieren und einen Teil des Gedankengutes der Zeit anzupassen. So einigte man sich im alten Interesse zunächst auf die Gründung eines „Akademisch-wissenschaftlichen Vereins – Die Frankenburger“.: S. 39
Als Burschenschaft wurde der Bund im November 1949 neu begründet; formell gehörten ihm seit der Gründung am 12. September 1949 die Altherrenschaften der Burschenschaften Neogermania Berlin, Gothia Berlin und Prussia Berlin (mit Vandalia) sowie Sigambria Charlottenburg an. So war Frankenburgia im Juni 1950 auch an Wiedererrichtung der DB beteiligt.: S. 39
Am 17. Mai 1952 wurde in Braunschweig ein Freundschaftsabkommen unter 11 früheren ADB-Burschenschaften gegründet, um dem ADB-Gedankengut mehr Geltung zu verschaffen, wie der im ADB gebräuchlichen Anrede „Bundesbruder“ und des bundesbrüderlichen „Du“ auch unter den verschiedenen Burschenschaften (AHB und Aktivitas). Auf der Grundlage urburschenschaftlichen Geistes wurde die Freiheit der Meinungsbildung der einzelnen Burschenschaften gewährleistet und der Zwang zur einheitlichen Abstimmung abgelehnt. Die endgültige Konstituierung fand auf dem Burschentag der DB 1952 in Bingen unter dem Namen „Die Frankenburger, Freundeskreis in der DB“ statt. Er bestand bis zum 25. Juni 1966.: S. 36 : S. 218
Allerdings traten die Gothen im Juli 1950 aus der Burschenschaft Frankenburgia Berlin aus und gründeten einen selbständigen Verein. Die Altherrenschaft der Burschenschaft Neogermania Berlin trat 1953 aus und rekonstituierte im selben Jahr einen eigenen Bund. Frankenburgia musste am 4. Juni 1966 wegen Mitgliedermangels vertagen und schloss sich am 25. Juni 1966 der Hannoverschen Burschenschaft Ghibellinia-Leipzig an.: S. 39

##### Burschenschaft Neogermania Berlin
Die Burschenschaft Neogermania Berlin hatte die Farben Gold-Schwarz-Rot-Gold und eine rote Mütze als Kopfbedeckung. Ihr Wahlspruch lautete: „Freiheit, Ehre, Vaterland!“
Nach dem Zweiten Weltkrieg gründete sich 1949 die Burschenschaft Frankenburger Berlin als Traditionsbund des ehemaligen ADB. Die Neogermanen, die anfänglich dort Mitglied waren, traten Anfang 1953 aus, nachdem sie am 12. Dezember 1952 ihren Altherrenbund Neogermania e. V. rekonstituiert hatten. Am 7. August 1953 meldete sich eine eigene Aktivitas und der Bund konstituierte sich als freie Burschenschaft.: S. 49
Zum Burschentag 1954 stellte sie einen Aufnahmeantrag in die DB, musste ihn aber vor der Abstimmung wieder zurückziehen, weil die übrigen Berliner Burschenschaften trotz vorheriger Zusage ihre Unterstützung verweigerten. Ein neuer Aufnahmeantrag wurde nicht mehr gestellt; vielmehr verließ der Bund 1956 sogar den Berliner Deputierten-Convent. Zu dieser Entwicklung trug auch die verpflichtende Einführung der Bestimmungsmensur in der DB im Jahre 1954 bei, während Neogermania diese unverändert ablehnte.: S. 37 : S. 49
In den folgenden Jahren bestanden unter den verbliebenen ehemaligen ADB-Burschenschaften weiterhin freundschaftliche Kontakte. So bestand zu Sugambria Bonn eine enge Beziehung durch viele sog. Doppelbändermitglieder. Neogermania Berlin, noch immer verbandsfrei, wurde wiederholt zum Eintritt in die DB animiert, jedoch eine damals wirtschaftlich und personell gesunde Lage der Burschenschaft sowie die mit einem DB-Beitritt notwendigerweise verbundene Übernahme des Bestimmungsmensurprinzipes verhinderten dieses.
Neogermania nahm zu dieser Zeit hauptsächlich Studenten auf, die aus der DDR und Ost-Berlin nach West-Berlin kamen. Dies und der Wunsch, den Aktiven eine Fortsetzung des Studiums im Westen zu ermöglichen, führten Ende 1957 zur Gründung einer zweiten Aktivitas in Bonn. Bis zur Suspension der Berliner Aktivitas 1976 bestanden damit zwei Aktivitates mit einer gemeinsamen Altherrenschaft.:S. 49
Unter dem Einfluss der Studentenproteste verließen im Wintersemester 1967/68 einige Alte Herren mit dem größten Teil der Aktivitas die Neogermania und gründeten die Burschenschaft Gustav Stresemann, die nach zwei Jahren ihren Betrieb jedoch wieder einstellen musste.: S. 43

##### Burschenschaft Neogermania-Berlin zu Bonn
Am 9. November 1957 meldete sich die neue Burschenschaft Neogermania-Berlin zu Bonn an der Friedrich-Wilhelms-Universität. Ihr erstes Haus bezog die Burschenschaft 1958 in der Kurfürstenallee 74 und zog 1961 in ihr Heim in der Baumschulallee. Bis zur Suspension der Berliner Aktivitas 1976 bestand die Neogermania damit aus zwei Aktivitates und einer gemeinsamen Altherrenschaft. Wegen Mitgliedermangels erstrebte die Neogermania Anfang der 1990er Jahre eine Fusion mit der ehemaligen ADB-Burschenschaft Sugambria Bonn.: S. 76

#### Burschenschaft Sigambria Charlottenburg
Die Burschenschaft Sigambria Charlottenburg wurde am 5. Mai 1901 in Charlottenburg mit den Farben Rot-Weiß-Gold mit goldener Perkussion und ziegelroter Mütze und dem Wahlspruch: „Freiheit, Ehre, Vaterland!“ gegründet. Im ADB war sie von 1902 bis 1933. 1904 und 1921 hatte sie im ADB den Vorsitz. Sigambria fusionierte am 8. Oktober 1933 mit der Burschenschaft Neogermania Berlin.: S. 59

#### Burschenschaft Cheruscia Königsberg
Die Burschenschaft Cheruscia Königsberg wurde am 22. Januar 1885 als Traditionsnachfolgerin der Burschenschaft Hochhemia Königsberg (1838–1847): S. 263 mit den Farben Schwarz-Rot-Gold von unten mit goldener Perkussion sowie als Kopfbedeckung einer weißen Mütze (ab dem WS 1927/28 Schwarz-Hellblau-Gold mit silberner Perkussion und hellblauer Tellermütze) und dem Wahlspruch „Ehre, Freiheit, Vaterland!“ in Königsberg gegründet. Dem ADB gehörte sie vom 18. Oktober 1885 bis 1933 an. 1889, 1894 und 1909 hatte sie im ADB den Vorsitz. Cheruskia fusionierte am 5. Mai 1934 mit der Burschenschaft Neogermania Berlin.: S. 261

#### Burschenschaft Askano-Silesia Marburg
Die Burschenschaft Askano-Silesia Marburg wurde als Askania Breslau gegründet.

##### Askania Breslau
Die Burschenschaft Askania Breslau wurde am 13. Februar 1908 in Breslau von Breslauer Saxonen gegründet, um dort eine zweite ADB-Burschenschaft zu haben. Sie hatte die Farben Schwarz-Rot auf goldenem Grund (von unten), als Kopfbedeckung eine weinrote Samtmütze und den Wahlspruch: „Freiheit, Ehre, Vaterland!“. Dem ADB gehörte sie von 1908/09 bis 1933 an. Von 42 Bundesbrüdern, die am Ersten Weltkrieg teilgenommen hatten, sind 20 gefallen. Seit Sommersemester 1919 wurde anstelle der steifen Mütze das kleine Hinterkopfformat getragen. Von 1928 bis Wintersemester 1929/30 suspendiert. Die Burschenschaft siedelte im Sommersemester 1930 nach Marburg über, wo sie ihren Namen änderte.: S. 86

##### Askano-Silesia Marburg
Wiedereröffnet am 10. Mai 1930 in Marburg bei gleichzeitiger Aufnahme der verbandstreuen Mitglieder von Sigambria-Marburg, die kurz zuvor aus dem ADB ausgeschieden war, sowie Namensänderung in Askano-Silesia. Farbenänderung: Rot-Schwarz auf goldenem Grund, rote Hinterkopfcouleur. Sie fusionierte am 5. Mai 1934 mit der Burschenschaft Neogermania Berlin.: S. 299

### Burschenschaft Sugambria Bonn
Die Burschenschaft Sugambria Bonn wurde am 14. Februar 1901 in Bonn gegründet. Sie hatte die Farben Violett-Weiß-Gold mit silberner Perkussion. Ab Sommersemester 1908 wurden die Farben auch öffentlich getragen. Als Kopfbedeckung wurde zunächst eine hellbraune, später violette Tellermütze getragen. Ihr Wahlspruch lautete: „Dem Freund die Brust, dem Feind die Stirn!“. Nachdem sie vom 7. Juni 1908 bis zum 1. Januar 1934 dem ADB angehört hatte, trat sie am 1. Januar 1934 der Deutschen Burschenschaft bei. Von 1962 bis zum Verkauf 1997 hatte Sugambria ein eigenes Haus in der Bonner Rathausgasse. Sie fusionierte 1995 zur Bonner Burschenschaft Germania.: S. 76f.

#### Geschichte der Burschenschaft Sugambria Bonn
Die Burschenschaft Sugambria Bonn wurde am 14. Februar 1901 von Franz Jungbluth als lose Vereinigung mit wissenschaftlichem Charakter gegründet. Jeder Verbindungsgedanke wurde ausdrücklich abgelehnt, obwohl unter den ersten Mitgliedern mehrere Angehörige verschiedener Korporationen waren. Nach einem ersten Aufschwung erlitt die Vereinigung nach 3 Semestern einen Rückschlag, da zahlreiche Mitglieder, darunter der Gründer, die Universität wechselten. Jungbluth ging nach Berlin und schloss sich dort dem dortigen Stenographenverein nach „Stolze Schrey“ an, der im Gegensatz zu dem in Bonn stark korporative Züge aufwies.
Die nunmehrige Akademische Stenographen-Vereinigung Stolze-Schrey setzte sich die Pflege von Kurzschrift und Schrifttum zur Aufgabe und trug noch keinen korporativen Charakter. Es bestand ein reger Kontakt zur Burschenschaft Neogermania Berlin, welcher einen nachhaltigen Eindruck bei Jungbluth hinterließ. Dieser nämlich – nach Bonn zurückgekehrt – verwarf den ursprünglichen antikorporativen Gedanken des Stenographenvereins und nahm stattdessen immer mehr burschenschaftliche Traditionen auf. So erfolgte im Sommersemester 1903 die Annahme von Farben, die zunächst nur auf der Kneipe getragen wurden.

##### Im Akademischen Stenographenbund
Im Wintersemester 1904/05 trat man zum Akademischen Stenographenbund über. Der Name A.St.V. Sugambria wurde im Wintersemester 1906/07 angenommen. Schließlich trat man im Sommersemester 1907 aus dem Akademischen Stenographenbund aus, um sich einer größeren studentischen Vereinigung anzuschließen.

##### Freie Verbindung auf burschenschaftlicher Grundlage
Deshalb erfolgte im Wintersemester 1907/08 die Umwandlung in die Freie Verbindung Sugambria auf burschenschaftlicher Grundlage mit unbedingter Satisfaktion und dem Wahlspruch „Dem Freund die Brust, dem Feind die Stirn“. Den Namen Sugambria hatte man gewählt, weil der germanische Stamm der Sugambrer in der Antike auf der Bonn gegenüberliegenden Rheinseite zwischen Sieg und Ruhr siedelte.
Erstmals im Sommersemester 1908 erfolgte die öffentliche Anlegung der Farben und Mütze. Als Prinzipien galten: Staatsbürgerliche Erziehung der Mitglieder, Sport, Wissenschaft; als Mitglied des Bonner Waffenrings bestand sie auf unbedingter Satisfaktion und gestattete ihren Mitgliedern die Verabredungsmensur. Seit dem 16. Oktober 1910 gab es den Altherrenbund.

##### Im ADB
Wegen des engen Kontakts Jungbluths zu den Reformburschenschaften trat Sugambria dem ADB bei. So wurde Sugambria am 7. Juni 1908 probeweise und am 30. Mai 1909 endgültig in den ADB aufgenommen. Sie verblieb dort bis zu dessen Auflösung Oktober 1933. 1927 und 1929 hatte sie dort den Vorsitz. Der ADB stand zur damaligen Zeit in einem heftigen Konkurrenzkampf zur DB.
Kriegsbedingt war Sugambria von 1914 bis 1919 suspendiert. Während des Ersten Weltkriegs fielen 12 Sugambrer. Durch die Kriegs- und Nachkriegszeit, besonders durch die langjährige Alliierte Rheinlandbesetzung, hat die Burschenschaft sehr gelitten. Erneut suspendiert war sie 1926/27 nach Übertritt der Aktiven zur Burschenschaft Arminia Gießen.
Im Wintersemester 1930/31 umfasste Sugambria 45 Alte Herren, 26 Inaktive und 25 Aktive.

##### In der Deutschen Burschenschaft
Nach Vereinigung mit den ADB-Burschenschaften Straßburger Burschenschaft Wasgau Köln, Alemannia Köln und Vandalia Aachen zur Burschenschaft Wasgau Köln, trat die Burschenschaft – nach Auflösung des ADB – im Rahmen der verordneten Gleichschaltung in die Deutsche Burschenschaft ein. Die Fusion wurde aber am 29. Februar 1936 wieder gelöst. Wasgau löste sich auf und existierte als nicht eingetragener Bund alter Wasgen.
Im Sommersemester 1948 erfolgte die Wiedereröffnung als Burschenschaft Sugambria Bonn unter den alten Farben und unter Aufnahme der Altherrenschaften der Burschenschaft Düsseldorpia Köln und Teilen der Burschenschaft Cheruscia Jena. Sugambria wurde am 15. Juni 1950 Gründungsmitglied der rekonstituierten Deutschen Burschenschaft. Im Sommersemester 1951 wurden die meisten Alten Herren der ADB-Burschenschaft Palatia Gießen aufgenommen.
1954 wurde Sugambria „wegen Verbandsschädigung“ für ein Jahr aus der DB ausgeschlossen. Sugambrias Bestrebungen zur Modernisierung studentischer Lebensformen gingen nach Meinung des Dachverbandes zu weit. So hatte Sugambria die Pflichtmensur verworfen und die Monopolstellung des Bieres als traditionelles Korporationsgetränk angegriffen. Der eigentliche Grund aber war der, dass der Burschentag die Bestimmungsmensur ab 1955 wieder als verbindlich erklärte, und so suchte und fand man schnell einen Anlass, Sugambria noch vor der Mensurabstimmung aus der DB zu entfernen und damit die Dreiviertelmehrheit zur Satzungsänderung zu sichern. Die ADB-Burschenschaften waren traditionell fakultativ schlagend und lehnten die Pflichtmensur entschieden ab.
Bundesweite Bekanntheit erreichte Sugambria durch ihren Alten Herren General Günter Kießling, der sich stets offen zur Burschenschaft bekannte und sehr oft als Redner auf Burschentagen auftrat.

##### Die Vorbereitung zur Fusion
1975/76 gab es ergebnislose Fusionsverhandlungen mit der Burschenschaft Neogermania Berlin/Bonn. Seit Jahrzehnten bestanden zwischen beiden Verbindungen eine enge Beziehung durch viele sog. Doppelbändermitglieder aufgrund der gemeinsamen ADB-Tradition. Dieses Vorhaben scheiterte an Vorbehalten seitens der DB. Im Wintersemester 1985/86 übernahm die Burschenschaft Sugambria Bonn die Verpflichtung der Traditionspflege der Burschenschaft Cheruscia Jena, deren Altherrenbund aber weiter bestehen blieb.

#### Besonderheiten
Sugambria stellt den einzigen bekannten Fall dar, in welchem eine Mitgliedsvereinigung des Akademischen Stenographenbundes sich – über mehrere Stationen – zur Burschenschaft entwickelte.
Bundesweite Bekanntheit erreichte Sugambria durch ihren Alten Herren General Dr. Günter Kießling, der sich stets offen zur Burschenschaft bekannte und sehr oft als Redner auf Burschentagen auftrat.

#### Burschenschaft Palatia Gießen
Die Burschenschaft Palatia Gießen wurde am 23. Februar 1927 in Gießen gegründet von Aktiven und Alten Herren der früheren ADB-Burschenschaft Arminia-Gießen, weil dieser Bund am 19. Februar 1927 den Dachverband verlassen hatte und sich zur Turnerschaft wandelte. Arminia hatte im Wintersemester 1926/27 die meisten Aktiven der Sugambria-Bonn übernommen, die wegen der Rheinlandbesatzung Bonn verlassen hatten.
Palatia hatte die Farben Rot-Silber-Schwarz mit silberner Perkussion, als Mütze eine schwarze Samtmütze und den Wahlspruch „Gott, Freiheit, Ehre, Vaterland!“. Dem ADB gehörte sie von 1928/29 bis 1933 an. Im Sommersemester 1951 wurden die meisten Alten Herren durch die Burschenschaft Sugambria Bonn aufgenommen, die damit die Tradition der Burschenschaft Palatia Gießen fortgeführt.: S. 160

#### Burschenschaft Düsseldorpia Köln
Die Burschenschaft Düsseldorpia Köln (auch: Duesseldorpia) wurde am 1. Dezember 1914 mit den Farben Rot-Silber-Rot und silberner Perkussion, weißen Mützen und dem Wahlspruch „Freundschaft, Freiheit, Vaterland!“ in Düsseldorf gegründet. Im ADB war sie von 1927 bis 1933. 1924 war sie vertagt und wurde 1927 in Köln rekonstituiert. 1936 löste sie sich auf und wurde 1949/50 in die Burschenschaft Sugambria Bonn eingegliedert.: S. 253

### Burschenschaft Cheruscia Jena
Die Burschenschaft Cheruscia Jena wurde am 9. Februar 1884 in Jena von ehemaligen Mitgliedern der Burschenschaft Germania Jena, deren Mutterburschenschaft die erste Jenaische Burschenschaft vom 12. Juni 1815 (Urburschenschaft) war, mit den Farben Schwarz-Rot-Gold mit goldener Perkussion, als Mütze einer kirschroten Samtmütze, sowie dem Wahlspruch „Ehre, Freiheit, Vaterland! Leben und Sterben dem Vaterland!“ gegründet. Im ADB war sie vom 18. Oktober 1884 bis zum 1. Januar 1934, in der Deutschen Wehrschaft (DW) war sie vom 20. Mai 1934 bis zum 12. September 1935, weil das Verhältnis zu den anderen Burschenschaften in Jena zu schlecht war. Nach dem Zweiten Weltkrieg rekonstituierte sie sich als verbandsfreier Altherrenbund ohne Aktivitas in Detmold. 1985/86 übernahm die Burschenschaft Sugambria Bonn die Verpflichtung der Traditionspflege der Burschenschaft Cheruscia Jena. 1995 folgte die Fusion zur Bonner Burschenschaft Germania.: S. 232

#### Die Wurzel aus der Urburschenschaft
Gegründet als Reformburschenschaft mit dem Namen „Jenaische Burschenschaft auf dem Fürstenkeller“ von ehemaligen Mitgliedern der Burschenschaft Germania (stud. theol. Wilhelm Bucksath, stud. theol. Eduard Noll und stud. med. Karl Schulze), wurde zunächst eine schwarze Samtmütze mit schwarz-rot-goldenem Band getragen. Hiermit knüpfte man an die Überlieferung der alten Burschenschaft an. Etliche alte Fürstenkelleraner der 1840er Jahre schlossen sich an. Die Verbindung entwickelte sich trotz heftiger Anfeindungen schnell zu einem Bestand von 30 Mitgliedern.

#### Burschenschaft im ADB
Am 18. Oktober 1884 wurde sie auf dem ersten Wartburgtag zu Eisenach in den Allgemeinen Deutschen Burschenbund (ADB) ohne Renoncenzeit aufgenommen. Meinungsverschiedenheiten führten im Juni 1885 zu einer Trennung. Die Mehrheit blieb unter dem Namen „Burschenschaft Cheruscia auf dem Fürstenkeller“ auf der alten Kneipe, behielt Grundsätze, Wappen und Band bei, führte aber die rote Mütze ein. Der Rest gründete die Alemannia. Im Januar 1886 kam eine Wiedervereinigung zustande, aber die Trennung hatte der Burschenschaft so geschadet, dass sie die alte Höhe nicht wieder erreichte. 1899 suspendierte sie aus Mangel an Mitgliedern.
Am 18. Oktober 1905 wurde Cheruscia als nichtfarbentragende burschenschaftliche Vereinigung rekonstituiert. Zum 22. Stiftungsfest wurden die alten Farben wieder aufgesetzt. Im Sommersemester 1912 wurde eine Mütze im alten Burschenschafterformat eingeführt. Am 13. Mai 1913 wurde von Mitgliedern der Cheruscia die Vandalia gegründet. Diese musste 1913 suspendieren.
Am Ersten Weltkrieg nahmen 151 Mitglieder teil, 32 sind gefallen. Bei Cheruscia traten nach dem Krieg Prinzipienänderungen ein, Juden wurde die Aufnahme verweigert, der Sport rückte in den Vordergrund, den Mitgliedern wurden Verabredungsmensuren gestattet. Im Wintersemester 1923/24 trat der größte Teil des Restes der Vandalia, der inzwischen die „Akademisch wissenschaftliche Verbindung Wartburg“ gegründet hatte, wieder zur Cheruscia über. Im Wintersemester 1930/31 umfasste die Burschenschaft 120 Alte Herren, 36 Inaktive und 15 Aktive.
1885, 1893 und 1899 hatte Cheruskia im ADB den Vorsitz.

#### Mitglied der Deutschen Wehrschaft
Nach der Machtübernahme durch die Nationalsozialisten verblieb Cheruscia im ADB bis zu dessen Auflösung im Oktober 1933. Danach bildete sie eine Wehrschaft (da Ablehnung der Aufnahme in die DB; Grund: sehr schlechtes Verhältnis zu den örtlichen DB-Burschenschaften) und trat Anfang 1935 in die Deutsche Wehrschaft über. Im September 1935 löste sich die DW auf; Cheruscia vertagte die Aktivitas.

#### Verbandsfreier Altherrenbund ohne Aktivitas
Nach dem Zweiten Weltkrieg hat Cheruscia nicht rekonstituiert. Ein Teil der Alten Herren ging 1949/50 in die Sugambria-Bonn, blieben dort aber als Traditionsburschenschaft (selbständiger Altherrenkreis) ohne Aktivitas bestehen, und führten seit 1964 jedes Jahr zu Pfingsten in Detmold ein Cheruskertreffen durch. Cheruscia war ein verbandsfreier AHB ohne Aktivitas. 1985/86 übernahm Sugambria-Bonn die Verpflichtung der Traditionspflege der Cheruscia nach deren Auflösung.
Der AHB e. V. der Cheruscia-Jena zählte im Dez. 1989 noch 32 Mitglieder, davon 20 Mitglieder der ehem. ADB-B! Cheruscia-Jena, die übrigen waren Neuaufnahmen von Neogermania-Bonn und Sugambria-Bonn.
Gemeinsam mit Sugambria und Neogermania ging Cheruscia 1995 endgültig in der Bonner Burschenschaft Germania auf.

## Bekannte Mitglieder
- Ernst Ahl (1898–1945), Zoologe und Herpetologe (NSDAP, SA)
- Georg Blauert (1885–1941), Jurist, Direktor des Stenographischen Landesamtes Sachsen
- Eduard David (1863–1930), Politiker (SPD), Mitglied des Landtages Hessen-Darmstadt, Mitglied des Reichstages, stellvertretender Außenminister (Unterstaatssekretär), erster Präsident der Weimarer Nationalversammlung, Reichsminister ohne Portefeuille, Reichsinnenminister (Arminia Gießen, Neogermania Berlin)
- Kurt Fähnrich (1900–1976), niedersächsischer Landtagsabgeordneter (GB/BHE) (Neogermania Berlin)
- Otto Fischbeck (1865–1939), Politiker (FVP und DDP), Mitglied der Weimarer Nationalversammlung, des Reichstages und des Preußischen Landtages, preußischer Staatsminister für Handel und Gewerbe. (Neogermania Berlin, Arminia Greifswald, Arminia Kiel, Hansea Hamburg)
- Ludwig Friedländer (1824–1909), Altphilologe und Kulturhistoriker (Hochhemia Königsberg, Cheruscia Königsberg (Gründungsbursch))
- Paul Geheeb (1870–1961), Reformpädagoge (Neogermania Berlin)
- Gerd Gies (* 1943), Politiker (CDU), Ministerpräsident von Sachsen-Anhalt
- Armin Graebert (1898–1947), Kommunalpolitiker (NSDAP) und Bürgermeister von Wurzen (Neogermania Berlin)
- Hans Hinkel (1901–1960), NSDAP, Ministerialdirektor, Vizepräsident der Reichskulturkammer, Reichsfilmintendant (Sugambria Bonn)
- Robert von Keudell (1824–1903), Reichstagsabgeordneter (Cheruscia Königsberg, Gründer)
- Günter Kießling (1925–2009), General der Bundeswehr, Befehlshaber der NATO-Landstreitkräfte und Stellvertreter des Obersten Alliierten Befehlshabers Europa (Sugambria Bonn, Bonner B! Germania)
- Alexander von Kluck (1846–1934), Generaloberst und Oberbefehlshaber der 1. Armee im Ersten Weltkrieg (Sigambria Charlottenburg, Neogermania)
- Konrad Küster (1842–1931), Arzt und Publizist, Gründer des ADB (Franconia Bonn, Neogermania Berlin, Träger des Ehrenbandes aller ADB-Burschenschaften)
- Paul Lensch (1873–1926), Hochschullehrer und Politiker (SPD), Mitglied des Reichstages, Lensch vertrat 1898 auf dem Bundestag des ADB die Auflösung des ADB, was durch Einwirken seines Bundesbruders Gustav Stresemann verhindert wurde (Neogermania Berlin, Arminia Straßburg)
- Felix Graf von Luckner (1881–1966), Korvettenkapitän, „Seeteufel“ (Cheruscia Königsberg)
- Friedrich Wilhelm Nolte (1880–1952), Politiker (DHP), Mitglied des Reichstages (Düsseldorpia Köln)
- Hans-Günther Pergande (1912–1988), Jurist (Neogermania Berlin)
- Fritz Regel (1853–1915), Geograph und Hochschullehrer (Cheruscia Jena)
- Ferdinand Revermann (1895–1975), Architekt (Sugambria Bonn)
- Alfred Schack (1895–1978), Physiker, Unternehmer und Hochschullehrer (Sugambria Bonn)
- Günther Scholz (1919–2003), Leiter der „Deutschen Welle“ Bonn. Verfasser von Biographien über Herbert Wehner, Kurt Schumacher und „Die Bundespräsidenten“. (Kameradschaft „C. v. Clausewitz“/Neogermania Berlin)
- Johannes Schröder (1905–1982), Generalbevollmächtigter und später Direktor für Finanzen der Firma Krupp (Neogermania Berlin)
- Gustav Stresemann (1878–1929), Politiker (DVP), Reichskanzler sowie Außenminister in der Zeit der Weimarer Republik und Friedensnobelpreisträger 1926 (Neogermania Berlin, Suevia Leipzig)
- Wolfgang Stresemann (1904–1998), Intendant der Berliner Philharmoniker (Ehrenmitglied Neogermania Berlin 1956)
- Bernhard Weiss (1827–1918), evangelischer Theologe (Hochhemia Königsberg)
- Alfred Wenzel (1910–1976), NSDAP- und SS-Mitglieder, Verwaltungsjurist, Gebietskommissar, Ministerialrat, Aufsichtsratsvorsitzender der Deutschen Herold Lebensversicherung AG (Neogermania Berlin, Ascano-Silesia Marburg)
- Max Wiessner (1885–1946), Zeitungsverleger (Neogermania Berlin)
- Eugen Wolff (1863–1929), Hochschullehrer und Literaturwissenschaftler (Neogermania Berlin, Tuiskonia Leipzig)
- Berno Zeißler (1907–1997), Politiker(SPD), Oberbürgermeister von Frankenthal/Pfalz (Neogermania Berlin)